# Кросіно (Щецинецький повіт)
Кросіно (пол. Krosino) — село в Польщі, у гміні Ґжмьонца Щецинецького повіту Західнопоморського воєводства.
Населення — 566 осіб (2011).

## Демографія
Демографічна структура станом на 31 березня 2011 року:
|          | Загалом | Допрацездатний вік | Працездатний вік | Постпрацездатний вік |
| -------- | ------- | ------------------ | ---------------- | -------------------- |
| Чоловіки | 282     | 69                 | 190              | 23                   |
| Жінки    | 284     | 64                 | 161              | 59                   |
| Разом    | 566     | 133                | 351              | 82                   |